# ソンガイ族

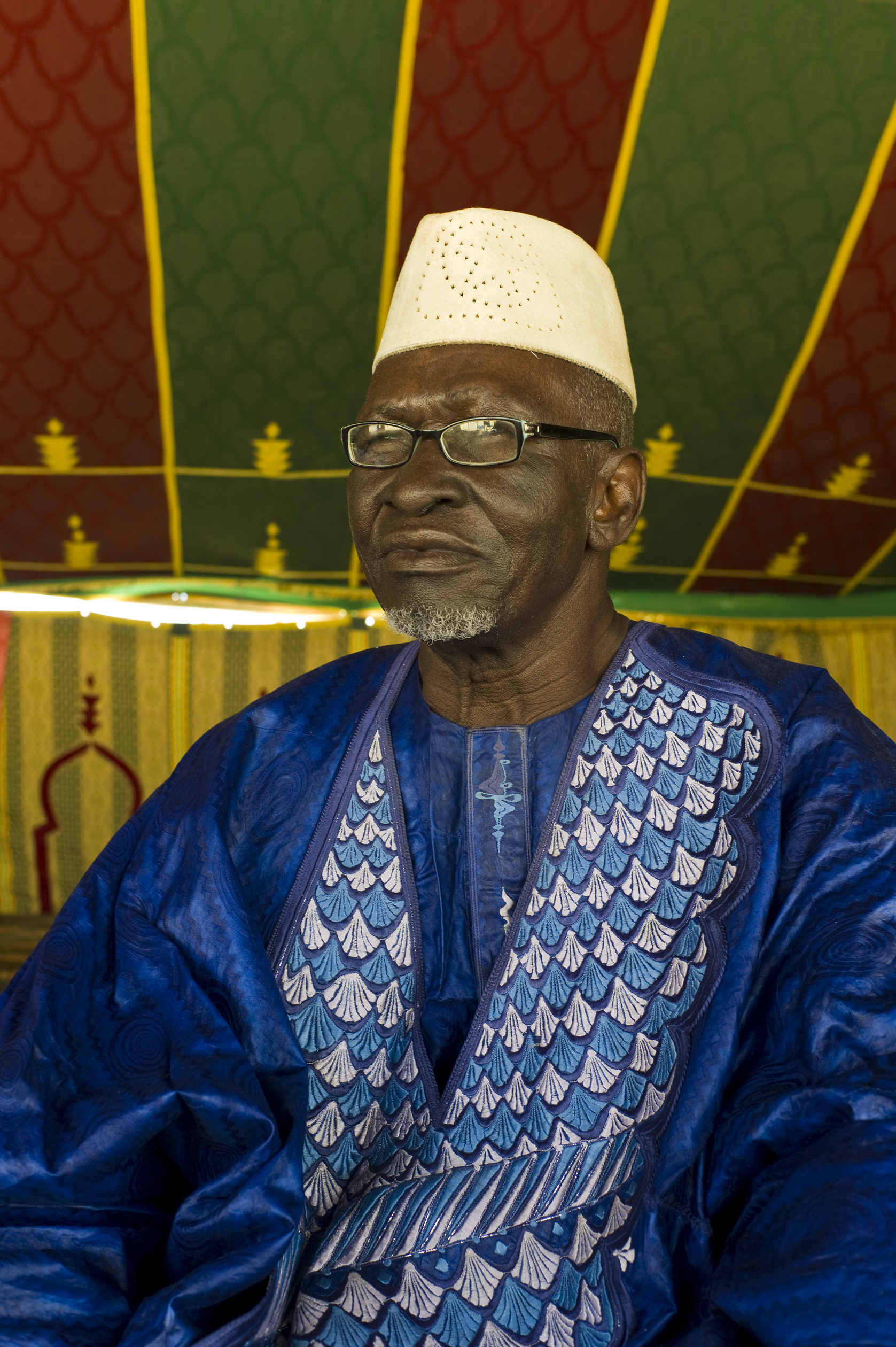
ソンガイ族の男性（マリ共和国・2012年）

ソンガイ族（ソンガイぞく、Songhai）はニジェール川の中流でマリ共和国東部やニジェール共和国南西部に居住する部族。ソンライ族、ソンゴイ族とも呼ばれる。主にニジェール南西部に居住するジェルマ人とは近縁関係にあり、言語・文化も共通しているため、総称してジェルマ・ソンガイ人と呼ばれることもある。

## 言語
ナイル・サハラ語派に属するソンガイ語を話す。

## 歴史
1464年にソンガイ帝国を建国し、トンブクトゥを中心としてイスラムの文化が繁栄した。

## 文化
ミレット、稲、麦、コーラなどの栽培のほか、牛、羊、ヤギ、ラクダ、ロバなどの飼育を行い、生活の基礎としている。そのほかニジェール川での漁撈も盛んである。
社会的にはアラブとの混血であるアルマと呼ばれる貴族階級と、スーダンニグロ系のガビビ（英: gabibi）と呼ばれる農民、ソルコ（英: Sorko）と呼ばれる漁民とで階層社会を形成している。そのほか、工芸職人のカースト制度が取り入れられており、鍛冶、皮革工芸、織物工芸などが盛んにおこなわれ、交易品として使用されている。